# Epicallia villica
Epicallia villica és una papallona nocturna de la subfamília Arctiinae i la família Erebidae.
Abans era anomenada Arctia villica (Linnaeus, 1758).

## Distribució
L'espècie es distribueix des de la península Ibèrica a través d'Europa occidental i meridional, Anatòlia, nord i oest de l'Iran, oest de Sibèria, sud-oest d'Àsia i nord d'Àfrica.

## Descripció
L'envergadura alar fa entre 45 i 60 mm.
Les ales anteriors són de color negre amb taques blanques. Les ales posteriors són brillants ataronjades amb punts negres. El tòrax és de color negre i l'abdomen és de color vermellós ataronjat.
Les larves són de color negre amb flocs de pèls de color marró clar, mentre que el cap i les potes són de color vermellós. Poden arribar a una longitud d'uns 12 mm.

## Comportament
Els adults són nocturns i són atrets per la llum, però les femelles volen també durant el dia. Durant el dia aquestes papallones es troben descansant sobre les fulles. Volen de març a juliol, depenent de la ubicació.
Les erugues s'alimenten d'una varietat de plantes herbàcies, principalment de dent de lleó (Taraxacum), plantatges (Plantago), ortigues mortes (Lamium), milfulles (Achillea), esbarzers (Rubus), ortigues (Urtica), Centàurees (Centaurea) i maduixeres (Fragaria).
Les larves sobreviuen a l'hivern, però són relativament sensibles a les gelades. Es poden veure a la primavera després de la hibernació mentre s'alimenten o cerquen llocs adequats per a pupar. Esdevenen crisàlides al maig sobre el terra.

## Hàbitat
Aquesta espècie habita en boscos, àrees amb arbustos i tanques i zones obertes assolellades cobertes d'herba.

## Subespècies
- Eutallia villica confluens (Romanoff, 1884)
- Eutallia villica villica (Linnaeus, 1758)
- Eutallia villica angelica (Boisduval, 1829)
- Eutallia villica fulminans (Staudinger, 1871)
- Eutallia villica marchandi (de Freina, 1983)

## Galeria

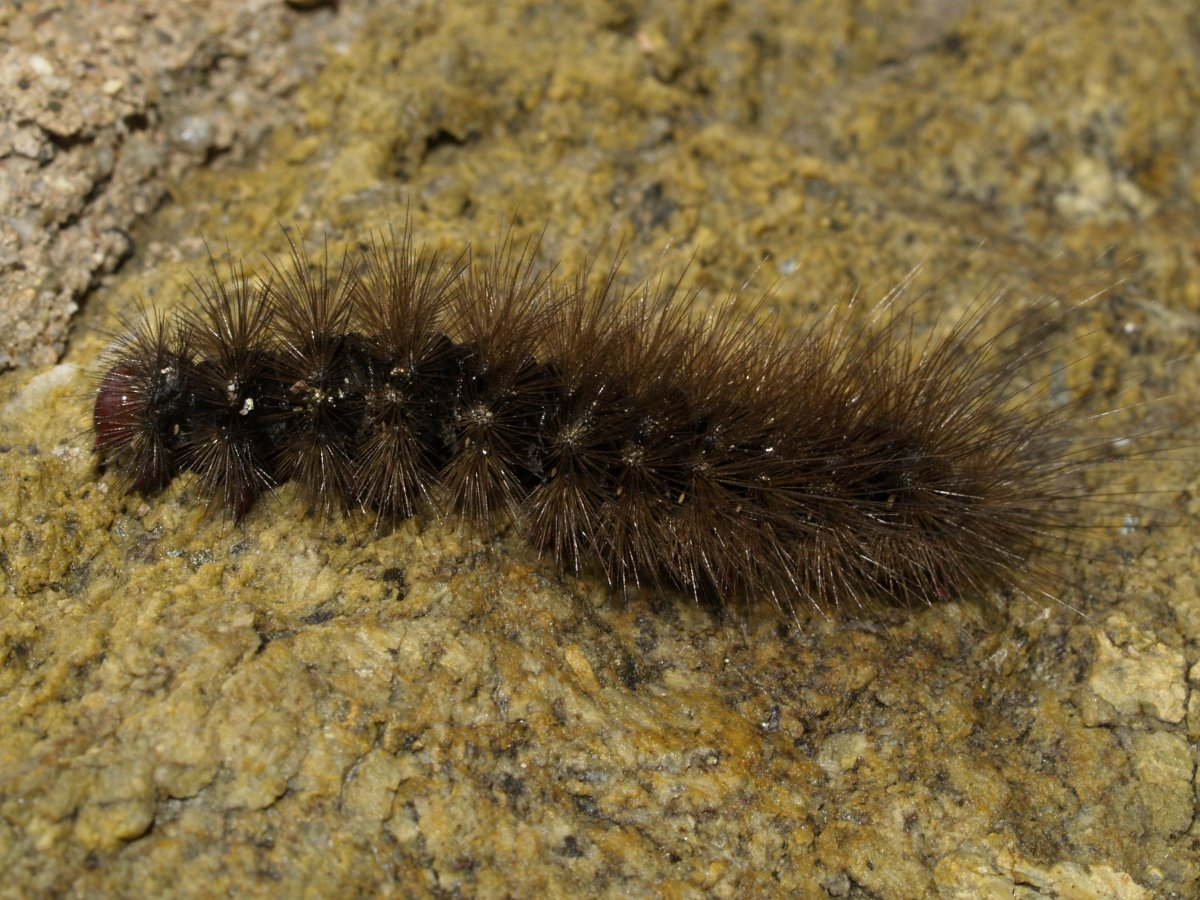
Epicallia villica larva
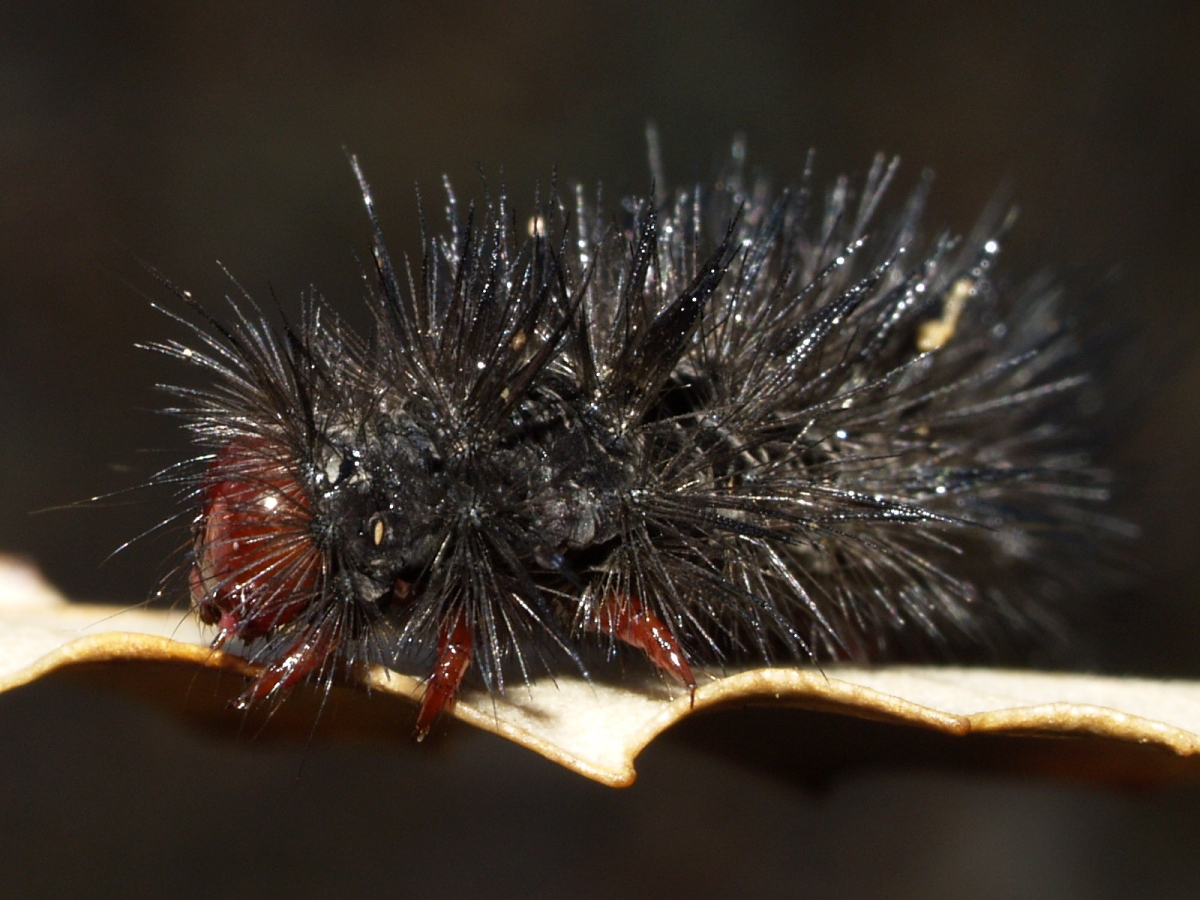
Epicallia villica larva
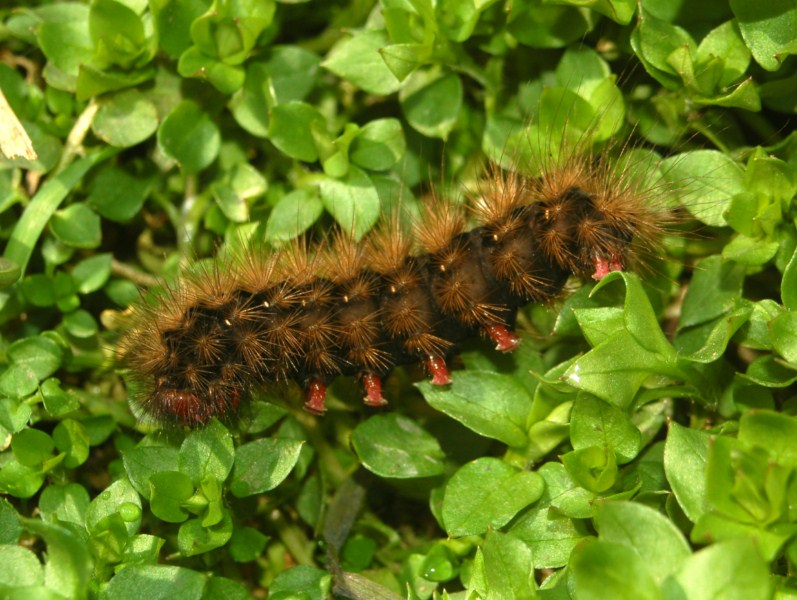
Eruga
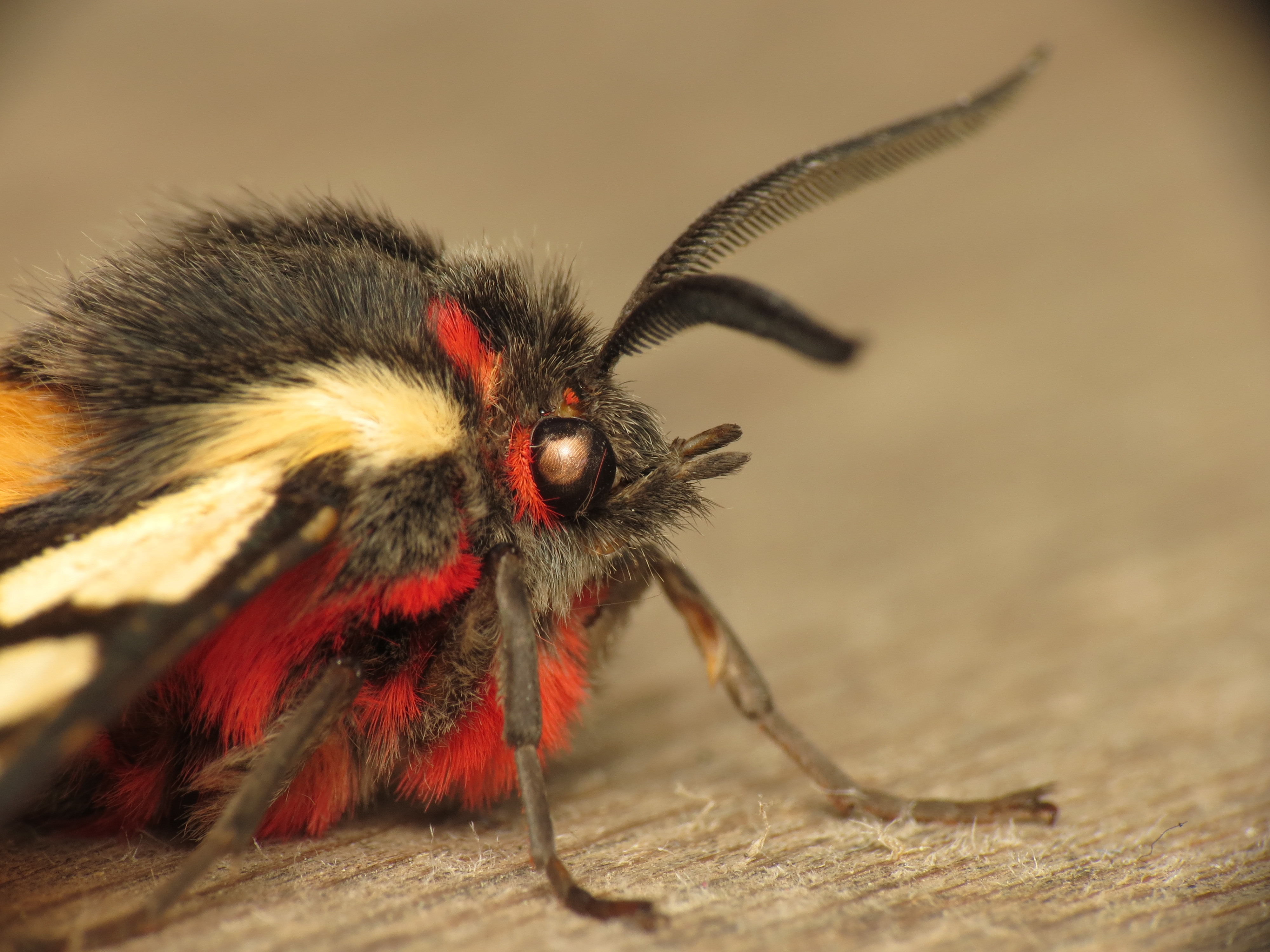
Epicallia villica
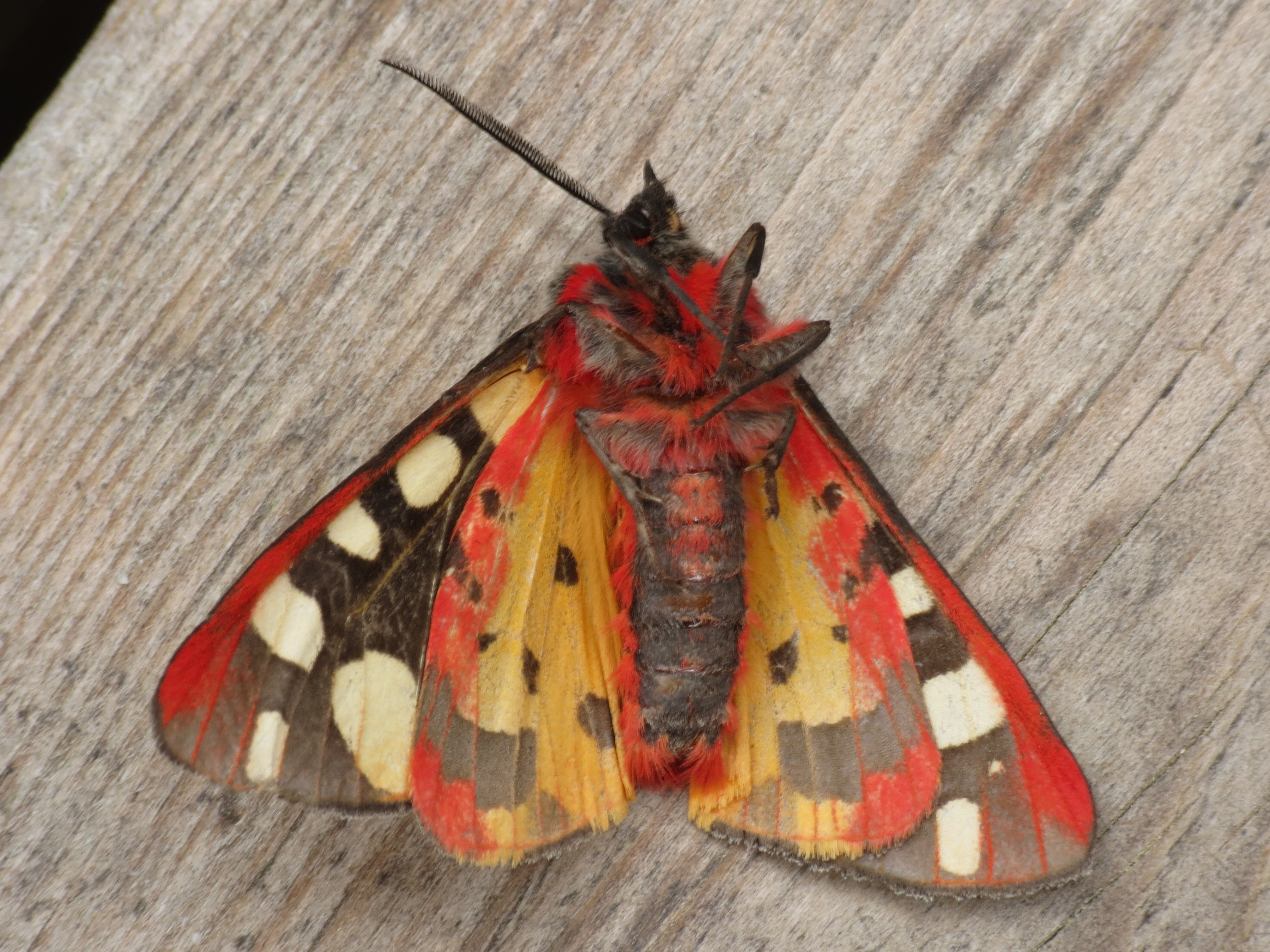
Epicallia villica
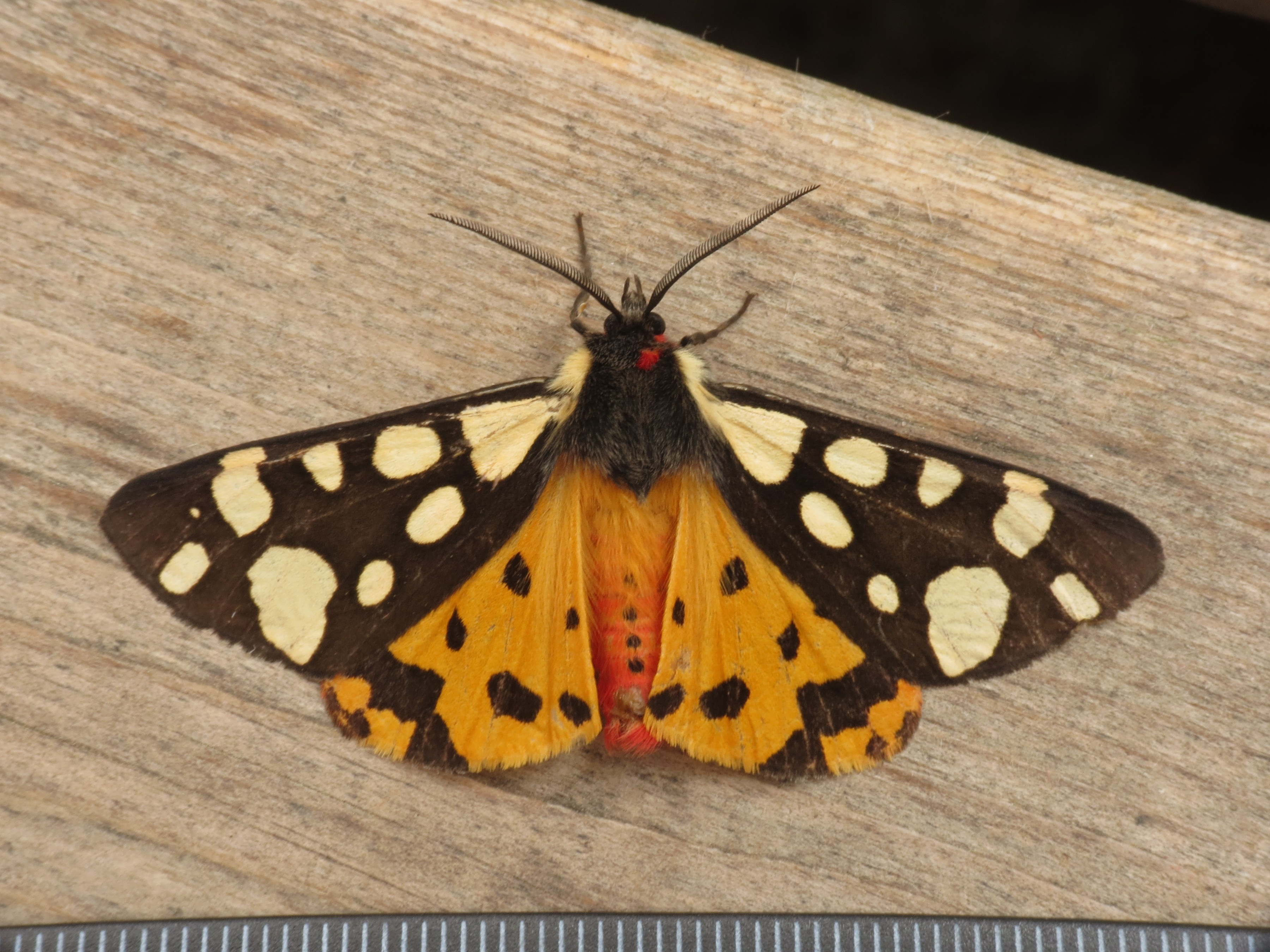
Epicallia villica
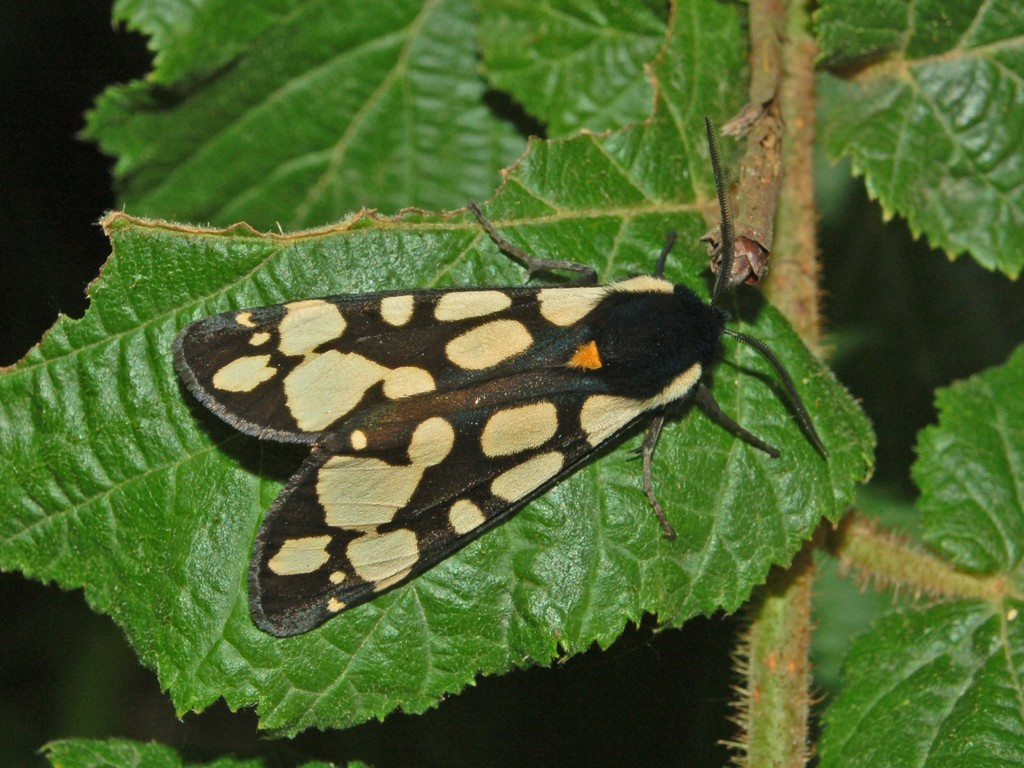
Epicallia villica
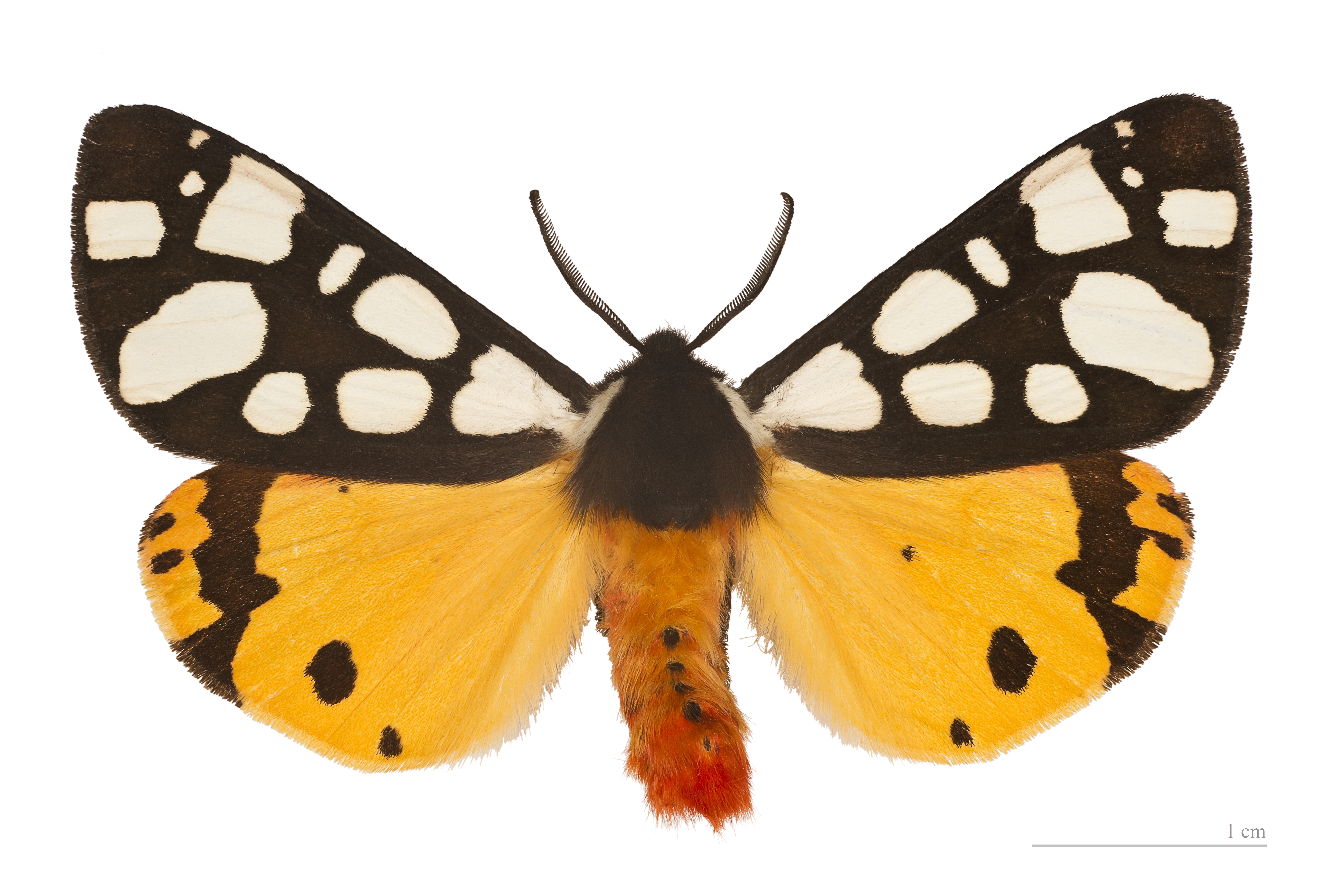
Vista dorsal - Espècimen de museu
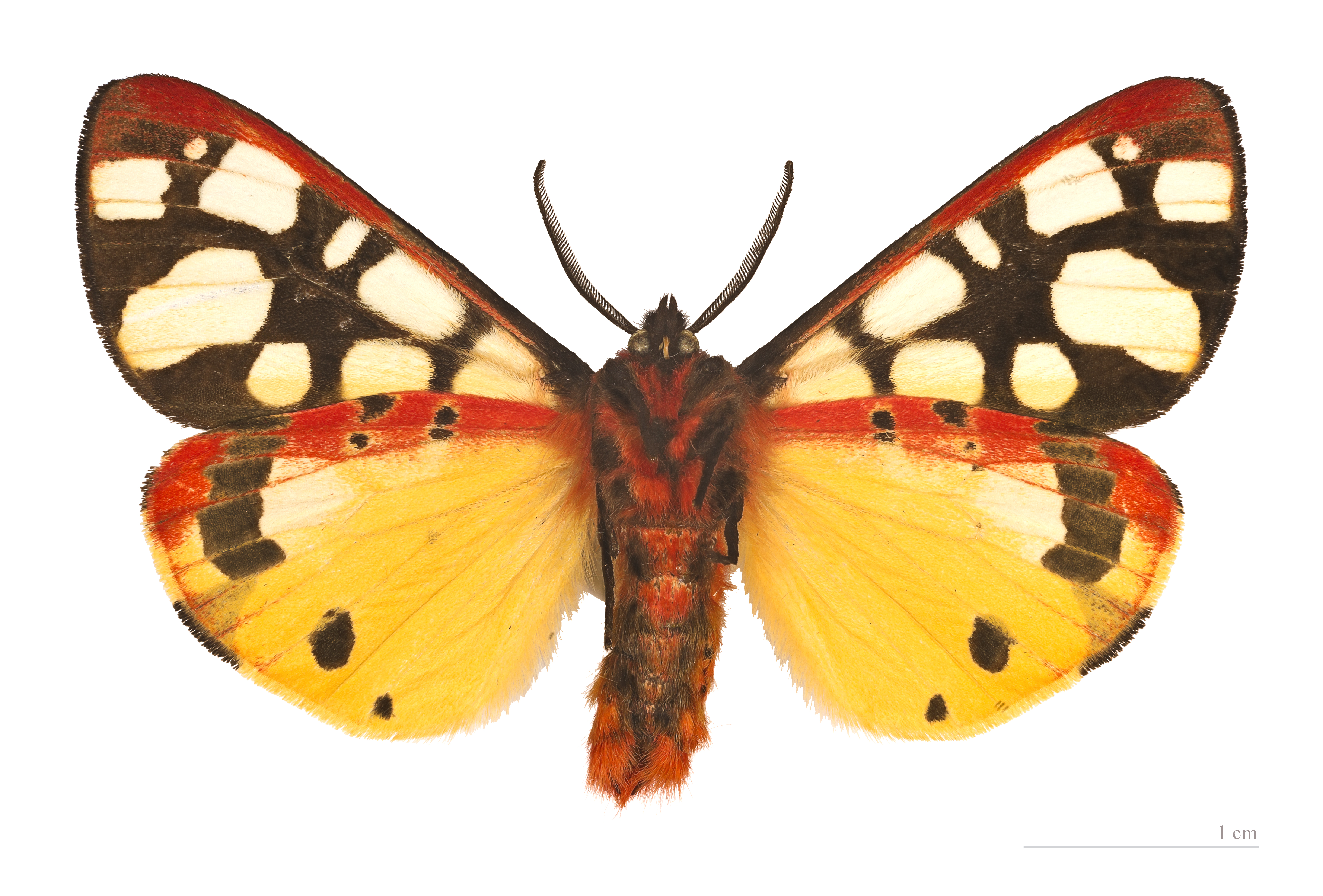
Vista ventral - Espècimen de museu